# Bembidion clemens
Bembidion clemens är en skalbaggsart som beskrevs av Thomas Casey. Bembidion clemens ingår i släktet Bembidion och familjen jordlöpare. Inga underarter finns listade i Catalogue of Life.